# Szilassy Rózsa
Czirok Rozália vagy Czirók Róza, művésznevén Szilassy Rózsa, néhol Szilasi, 1900-tól Sziklayné vagy Sziklainé (Ómoravica, 1862. január 5. – Budapest, 1936. szeptember 14.) színésznő, elismert komika.

## Élete
Ómoravicán született 1862. január 5-én, Czirok András és Farkas Krisztina leányaként.
Színésznő talán 1879-ben, Krecsányi Ignácnál lett, vagy Budán, Csóka Sándornál. A magyar színpadok egyik legfinomabb komikájaként említették. Utolérhetetlen volt a Gyurkovics lányokban mint mama, mely szerepet sok ambícióval kreálta a Magyar Színházban. 1913. október 1.-én nyugalomba ment.
Sziklay Kornéllal együtt 1893-ban szerződtek (1894-1895-ben Pápán is játszottak) Komjáthy János újonnan alakult győri-soproni társulatához. Ezután 1896-ban Budapestre mentek az akkor alakuló Vígszínház, majd 1897-től már a Magyar Színház alapító társulatának tagjai voltak, Szilassy 12 éven át, mikor is egy időre visszavonult. 1912 októberétől a férje által alapított Sziklay Grand-Guignol színpadán játszott.
Czirók Róza néven 1881. október 24-én kötött házasságot Szegeden Gonda László színésszel – a férj tanúja Szeles József színész volt. Fiúk István (1882), szintén színész volt. Sziklay Kornéllal 1900. szeptember 18-án kötött házasságot Budapesten, Terézvárosban. 1901-ben hosszú betegeskedés után 9 évesen meghalt Kornél (1892) nevű fiúk, akinek öccse, Sziklai Béla (1894) szintén színész, színigazgató lett.
Második férje halála (1919) után elzárkózott a társasági élettől. 1936. szeptember 14-én halt meg – nem sokkal Amerikába kiment Béla fia után –, Budapesten.

## Filmszerepei[15]
1. Galathea / Vita Nova (1921)
2. A három árva (1923) – Margit anyja
3. A lélek órása (1923)
4. Egri csillagok (1923)
5. Fehér galambok fekete városban (1923) – Özv. Tasnádyné, Margit anyja